# Borisz Akunyin
Borisz Akunyin (oroszul: Борис Акунин) (Zestaponi vagy Tbiliszi, 1956. május 20. –) orosz-grúz író. Leginkább számos történelmi bűnügyi és kalandregény írójaként ismert. Emellett irodalomtudós, esszéista és műfordító is. Anatolij Brusznyikin, Anna Boriszova és Akunyin-Cshartisvili néven is írt.

## Élete és pályafutása
Borisz Akunyin az író leginkább használt és legismertebb írói álneve. Születési neve Grigorij Salvovics Cshartisvili. Apja grúz nemzetiségű tüzértiszt volt, aki végigharcolta a Németország elleni háborút a második világháború idején. Anyja zsidó származású orosz nyelv- és irodalomtanár volt.
Gyermekkora első két évét Grúziában töltötte, majd 1958-ban a család Moszkvába költözött. 1979-ben történelem-japanológia diplomát szerzett a Moszkvai Állami Egyetemhez tartozó Ázsiai és Afrikai Országok Intézetének történelem- és bölcsészkarán.
Pályáját 1979-ben kezdte a Ruszkij jazik (Orosz nyelv) könyvkiadónál, majd 1986-ban az Inosztrannaja lityeratura (Külföldi irodalom) folyóirat szerkesztője lett. Főszerkesztőjének helyettese is volt 1994 és 2000 között. 1998-ban a Soros György Nyílt Társadalom Alapítványa által kezdeményezett Puskin-Könyvtár megaprojekt igazgatóságának elnöke is lett.
Már 1980-tól kezdve írt irodalomtudományi cikkeket, és a japán, valamint az angol nyelvű irodalomból fordított. Az ő fordításában jelentek meg oroszul művek Yukio Mishima, Kenji Maruyama, Yasushi Inoue, Masahiko Shimada, Kobo Abe, Shinichi Hoshi, Takeshi Kaiko, Shohei Ooka, T. C. Boyle, Malcolm Bradbury, Peter Ustinov, stb. íróktól. 2001-ben szerkesztője lett az Inosztranka (Külföldi) kiadó Лекарство от скуки (Orvosság unatkozás ellen) cím alatt nyugati irodalmi művek könyvsorozatának, valamint 20 kötetes japán irodalmi művek antológiájának a főszerkesztője is volt.
Első szépirodalmi műve 1998-ban jelent meg „B. Akunyin" álnév alatt, miután lefordított a Zaharov könyvkiadónak egy II. Erzsébet-életrajzot, és felajánlotta ugyanannak a kiadónak az Azazel című történelmi bűnügyi regényt, amelynek Eraszt Fandorin a főhőse. A kiadó 12 regényre írt alá vele szerződést egy Eraszt Fandorin kalandjai című regénysorozatra. Az első négy regénynek nem volt sikere. Ez az ötödik megjelenésével jött, és nagy volt, majd az elsők is népszerűek lettek. A sikert követő interjúkban az író a „B.”-t „Borisz”-ként dekódolta. Az Akunyin név, bár orosz hangzású, a japán 悪人 (akunin) szó, amelyet „gonosz ember”-ként vagy „saját szabályai szerint élő ember”-ként lehet lefordítani. Saját nevén továbbra is nem fikciós, irodalomtudományi írásokat jelentetett meg.
Sikereinek köszönhetően Akunyin már írásaiból is megélhetett, és 2000-ben kilépett az Inosztrannaja lityeraturától, de a folyóirat kiadójának tanácsadójaként továbbra is közreműködött. Ugyanabban az évben színdarabokat is elkezdett írni. Az első A sirály volt, Anton Pavlovics Csehov drámájának újraértelmezése. 2002-ben forgatóköny-író is lett, egyes regényeit adaptálva képernyőre, Azazellel kezdve.
Az író egyéb neveken/álneveken is publikált más jellegű műveket, mint a Borisz Akunyin név alatt megjelentek. Ezek Borisz Akunyin – Grigori Cshartisvili (Akunyin–Cshartisvili), Anatolij Brusznyikin és Anna Boriszova.

### Politikai nézetei
Politikai nézeteit tekintve Borisz Akunyin az oroszországi rendszer ellen nyilvánul meg. 2008-ban Mihail Hodorkovszkij elítélése ellen foglalt állást, 2011-ben és 2012-ben pedig az ellenzékiek szerint meghamisított választások miatt szervezett tüntetéseken és nagygyűléseken vett részt. 2014-ben a Krím Oroszország általi elcsatolása ellen nyilatkozott és ugyanabban az évben Londonban telepedett le. 2022 februárjában elítélte az Ukrajna elleni orosz támadást, majd 2022 márciusában reszt vett a True Russia (Igazi Oroszország) humanitárius projekt megalkotásában, amely az ukrán menekültek megsegítésével foglalkozik.
E megnyilvánulásai miatt az orosz hatóságok intézkedni kezdenek ellene. A The Moscow Times 2023. december 18-i száma arról ír, hogy a Szövetségi Pénzügyi Felügyelet beiktatta az „extrémisták és terroristák” regiszterébe, és az Orosz Föderáció Nyomozási Bizottsága azt a szándékát fejezi ki, hogy nyomozást kezdjen az író ellen „terrorizmus igazolása” és „az orosz hadseregről való hamis hírek terjesztése” ügyében. Ugyanakkor oroszországi kiadója leállítja művei nyomtatását és terjesztését, valamint nagy könyvkereskedések felfüggesztik ezek eladását.
2025. július 14-én a moszkvai katonai bíróság „terroristatevékenység támogatása”, „a terrorizmus nyilvános igazolása” és a „külföldi ügynökökre” vonatkozó törvény megsértése miatt távollétében 14 év börtönbüntetésre ítélte, emellett 400 ezer rubeles pénzbírsággal is sújtotta, a büntetése letöltése utáni időszakban pedig további négy évre eltiltották attól, hogy az interneten bármit is közzétegyen.

### Magánélete
Borisz Akunyin másodszor házas. Első felesége japán volt. A második korrektor és fordító. Nincsenek gyerekei.

## Művei
Munkáját az író projektek megvalósításaként fogja fel, amelyekből művek sorozatai keletkeznek. Csak egyes művei nem tartoznak sorozatokhoz.

### Borisz Akunyin néven
Ezen az álnéven több könyvsorozat jelent meg.
A Приключения Ераста Фандорина (Eraszt Fandorin kalandjai) sorozat bűnügyi regényeket, novellákat és egy színdarabot foglal magában, amelyekben a főhőst japán komornyikja és barátja, Masza segíti nyomozásaiban. Cselekményük Oroszország történetének 1876 és 1918 közötti eseményeihez kötött.
Regények:
- 1998 – Азазель (Azazel);[14]
- 1998 – Турецкий гамбит (Török csel);
- 1998 – Левиафан (Leviathan);
- 1998 – Смерть Ахиллеса (Akhilleusz halála);
- 1999 – Статский советник (Az államtanácsos);
- 2000 – Коронация, или Последний из романов (A koronázás);
- 2001 – Любовница смерти (A halál szerelmese);
- 2001 – Любовник смерти (Halál szeretője);
- 2003 – Алмазная колесница (A gyémántszekér);
- 2009 – Весь мир театр (Színház az egész világ);
- 2012 – Чёрный город (A fekete város);
- 2018 – Не прощаюсь (Nem búcsúzom).[15]

Novellák:
- 1999 – Особые поручения (Különleges megbízatások):
  - Пиковый валет (Pikk bubi);
  - Декоратор (A Dekoratőr);
- 2006 – Нефритовые чётки (A jáde rózsafüzér) – tíz híres bűnügyi regény szerzőjének ajánlott, ezek stílusát utánzó ugyanannyi novella;
- 2015 – Планета Вода (A Víz bolygó) – három novella.

A Инь и Ян (Jin-jang) 2006-ban megjelent színdarab főszereplője is Eraszt Fandorin.
A sorozat két Eraszt Fandorin halála után történő regénnyel fejeződik be. Főhősük Masza:
- 2020 – Просто Маса (Egyszerűen Masza);
- 2023 – Яма (Jama).

A Приключения магистра (A magiszter kalandjai) sorozat négy kalandregényének cselekménye az 1990-és és a 2000-es években zajlik, az első három Oroszországban, a negyedik a Karib-tengeren. Főhőse Eraszt Fandorin unokája, a brit állampolgár Nicholas Fandorin történész:
- 2001 – Алтын-толобас (A cár könyvtára);
- 2003 – Внеклассное чтение (Ajánlott olvasmányok);
- 2006 – Ф. М. (F. M.);
- 2009 – Сокол и Ласточка (A Sólyom és a Fecske).

A Провинціальный детективъ (Vidéki detektívregények) trilógia főhőse a 19. század vége felé egy orosz kisvárosban élő apáca, aki bűnügyeket old meg:
- 2000 – Пелагия и белый бульдог (Pelagija és a fehér buldog);
- 2001 – Пелагия и чёрный монах (Pelagija és a fekete szerzetes);
- 2003 – Пелагия и красный петух (Pelagija és a vörös kakas).

A Жанры (Műfajok) sorozathoz tartozó művek címe a műfajuk elnevezése:
- 2005 – Детская книга (Gyerekkönyv);[20]
- 2005 – Шпионский роман (Kémregény);[21]
- 2005 – Фантастика (Sci-fi-regény);[22];
- 2008 – Квест (Kalandjáték);[23]
- 2012 – Детская книга для девочек (Gyerekkönyv kislányoknak), társszerzője Gloria Mu;[24]
- 2021 – Сказки народов мира (A világ népeinek meséi).[25]

A Смерть на брудершафт (Halállal iszunk pertut) ún. „moziregények” sorozata. Mindegyik „film” más-más műfajú: vígjáték, melodráma, apokaliptikus film stb. Közös témájuk az orosz és a német hírszerzés rivalizálása az első világháború alatt, főhőseik pedig a két tábor egy-egy kémje, Alekszej Romanov és Sepp von Theofels:
- 2007 – Младенец и чёрт (A csecsemő és az ördög);
- 2007 – Мука разбитого сердца (A megtört szív kínja);
- 2008 – Летающий слон (A repülő elefánt);
- 2008 – Дети Луны (A Hold gyermekei);
- 2009 – Странный человек (A furcsa ember);
- 2009 – Гром победы, раздавайся! (Győzelem mennydörgése, dübörögj!);
- 2010 – «Мария», Мария... („Mária”, Mária...);
- 2010 – Ничего святого (Semmi sem szent);
- 2011 – Операция «Транзит» (A „tranzit” művelet);
- 2011 – Батальон ангелов (Angyalok zászlóalja).

Az История Российского государства (Az orosz állam története) sorozat kilenc nem szépirodalmi könyvet foglal magában, amelyek e történetnek ugyanannyi periódusát tárgyalják a 9. századtól 1917-ig. Összefonódik ezzel a sorozattal az elbeszéléseket és regényeket tartalmazó könyvek История Российского государства в повестях и романах (Az orosz állam története elbeszélésekben és regényekben) című sorozata, amelyek cselekménye ugyanazokban a periódusokban zajlik, és szereplőik, valamint leszármazottaik több műben is megjelennek:
- 2013 – От истоков до монгольского нашествия. Часть Европы (A kezdetektől a mongol hódításig. Európa része) – a 13. század elejéig tartó időszak;[27]
  - 2014 – Огненный перст (A tüzes pecsét) – egy bizánci kém kalandjai a keleti szláv országokban 856-ban;[28]
  - 2014 – Плевок дьявола (Az ördög köpése) – politikai játékok Bölcs Jaroszláv udvarán 1050-ben;[28]
  - 2014 – Князь Клюква (Áfonya herceg) – a Vadsztyeppéhez(wd) veszélyesen közel fekvő apró hercegség fiatal uralkodójáról 1205-ben;[28]
- 2014 – Ордынский период. Часть Азии (A horda időszaka. Ázsia része) – az oroszok története a mongol uralom alatt (a 13. század elejétől a 15. század közepéig);[27]
  - 2014 – Звездуха – tragikus hangvételű regény az 1237-es mongol invázióról mind az orosz, mind a mongol szemszögből elmesélve;[28]
  - 2014 – Бох и Шельма – komikus pikareszk regény egy okos szélhámos kalandjairól Oroszországban és a környező országokban az 1380-as Kulikovói csata előtt;[28]
- 2015 – От Ивана III до Бориса Годунова. Между Азией и Европой (III. Ivántól Borisz Godunovig. Ázsia és Európa között) – a 15. század közepétől a 17. század első éveiig tartó időszak;[27]
  - 2016 – Вдовий плат (Az özvegy takarója) – politikai játszmák III. Iván és Nastaszja, a Novgorodi Köztársaság erős asszonya között;[28]
  - 2016 – Знак Каина (Káin jele) – Rettegett Iván egyik napja;[28]
- 2016 – Семнадцатый век. Между Европой и Азией (A tizenhetedik század. Európa és Ázsia között) – a zűrzavaros idők és az első Romanovok periódusa;[27]
  - 2017 – Седмица Трёхглазого (Háromszemű egy hete) – a 17. században Moszkva tehetséges rendőrfőnökévé vált egyszerű ember élete és felfelé ívelő karrierje;[29]
  - 2017 – Убить змеёныша (Megölni a fiatal kígyót) – színdarab Szofja Alekszejevna hercegnő hatalomból való eltávolításáról I. Péter, a jövőbeli Nagy Péter cár által;[28]
- 2017 – Азиатская европеизация. Царь Пётр Алексеевич (Ázsiai európaizáció. Pjotr Alekszejevics cár) – Nagy Péter uralkodása, az Orosz Birodalom alapítása;[27]
  - 2018 – Ореховый Будда (Dióhéj Buddha) – egy japán szerzetes és egy árva orosz lány kalandjai Nagy Péter Oroszországában;[28]
- 2018 – Эпоха цариц. Евразийская империя (A cárnők korszaka. Eurázsiai Birodalom) – A 18. századi Nagy Péter utáni Oroszország, beleértve Nagy Katalin uralkodását is;[27]
  - 2019 – Доброключения и рассуждения Луция Катина (Lucius Katin jó vállalkozásai és érvelései) – a 18. századi felvilágosodás szellemében reformokra törekvő orosz fiatalember Oroszország és Nyugat-Európa közötti utazásai;[28]
- 2019 – Первая сверхдержава (Az első nagyhatalom) – Oroszország I. Sándor és I. Miklós uralkodása alatt;[27]
  - 2020 – Мiр и Война (Béke és Háború) – bűnügyi nyomozások egy gazdag földbirtokon az I. Napóleon elleni háború előtt és közben;[28]
- 2021 – Лекарство для империи. Царь-освободитель и царь-миротворец (Orvosság a birodalomnak. A felszabadító cár és a békecsináló cár) – II. Sándor és III. Sándor időszaka a 19. század második felében;[27]
  - 2021 – Дорога в Китеж (Az út Kityezs felé)[30] – három, majd négy felvilágosodott ember cselekedetei és vitái Oroszország jövőjével kapcsolatban a 19. század második felében;[28]
- 2021 – После тяжелой продолжительной болезни. Время Николая II (Súlyos és hosszú betegség után. II. Miklós ideje) – a birodalom végső időszaka;[27]
  - 2022 – Он уходя спросил (Távozva megkérdezte) – a 20. század elején történő események, amelyekben egy magánnyomozó nő, egy államtanácsos és egy magas rangú rendőr, vamint valóban élt személyek vesznek részt.[28]

2023-ban megjelent még a 19. század második feléhez kapcsolódó 1881 című színdarab, amely a II. Sándor halála és III. Sándor trónra jutása körüli eseményekről szól.
A Любовь к истории (A történelem szeretete) sorozat öt könyvének mindegyike olyan történelmi miniatűröket tartalmaz, amelyek előbb a szerző blogján jelentek meg:
- 2011 – Любовь к истории (A történelem szeretete);
- 2012 – Самая таинственная тайна и другие сюжеты (A legtitkosabb titok és egyéb történetek);
- 2013 – Настоящая принцесса и другие сюжеты (Az igazi hercegnő és egyéb történetek);
- 2014 – Самый страшный злодей и другие сюжеты (A legszörnyűbb gonosztevő és egyéb történetek);
- 2015 – Северный часовой и другие сюжеты (Az északi őr és egyéb történetek).

Sorozatokhoz nem tartozó művek:
- 1999 – Старое Донское кладбище (A régi Donszkoje temető);[33]
- 2000 – Чайка (A sirály) – vígjáték;[34]
- 2000 – Сказки для Идиотов (Tündérmesék idiótáknak);[35]
- 2002 – Комедия / Трагедия (Vígjáték / Tragédia) – Зеркало Сен-Жермена (Saint Germain tükre) és Гамлет. Версия (Hamlet. Változat);[36]
- 2006 – Сценарии (Scenarii) – a szerző három regénye nyomán írt eredeti forgatókönyvek;[37]
- 2022 – Русский в Англии. Самоучитель по беллетристике (Egy orosz Angliában. Bestseller-írási útmutató).[38]

### Grigorij Cshartisvili néven
Születési neve alatt a szerző több irodalomtudományi írást jelentetett meg, melyek közül a legfontosabb a Писатель и самоубийство (Író és öngyilkosság). 1999-ben jelent meg, de csak az Eraszt Fandorin sorozat sikere után lett ismert.

### Borisz Akunyin – Grigorij Cshartisvili nevek alatt
Az így aláírt művek úgy jelennek meg, mintha két társszerzőjük lenne.
Кладбищенские истории (Temetői történetek) (2004) olyan esszéket tartalmaz, amelyeket egy-egy elbeszélés követ.
A Семейный альбом (Családi album) sorozatban filozófiai elemeket tartalmazó nem bűnügyi és nem kalandregények vannak. Egy orosz család tagjainak történetét követik 1917-től kezdve:
- 2012 – Аристономия (Arisztonómia).[41]
- 2015 – Другой путь (A másik út).[42]
- 2017 – Счастливая Россия (Boldog Oroszország).[43]
- 2019 – Трезориум (Kincstár).[44]
- 2022 – Медвежатница.[45][46]
- 2023 – Собачья смерть (Kutyának való halál).[47]

### Anatolij Brusznyikin néven
E könyvek első kiadása ezen a néven jelent meg, a következő kiadásaik pedig Borisz Akunyin néven is:
- 2007 – Девятный Спас (A kilencedik Megváltó) Nagy Péter uralkodásának kezdetén játszódik, három barát (az orosz népmesék három bogatírja[48] mintájára) és a Romanovok egy Vaszilisza nevű sarja (a Bölcs Vasziliszáról mintázva[49]) életét követi nyomon, valamint az ő részvételüket baljós cselekmények sorozatában.[50]
- 2010 – Герой иного времени (Más kor hőse) Lermontov Korunk hőse előtti tisztelgés, a kaukázusi háborúk idején játszódik, az 1840-es évek elején.[51]
- 2012 – Беллона (Bellona) két regényt tartalmazó kötet, amelyek fő témája (a krími háború) és néhány szereplőjük közös. Az egyik regény, Фрегат "Беллона" (A Bellona fregatt) hangvétele könnyed és romantikus, a másiké, Чёрная (A fekete) komoly és megható.[52]

### Anna Boriszova néven
Az alábbi három könyv első kiadása csak Anna Boriszova néven jelent meg, az utóbbi kiadások pedig Borisz Akunyin néven is:
- 2008 – Там (Ott). Egy terrortámadás áldozatai a túlvilágot élik meg, nagyon eltérő hiedelmeikkel összhangban.[53]
- 2009 – Креативщик (A kreatív). Egy titokzatos idegen sétál Szentpétervár utcáin, és számára mindenki, akivel találkozik nyitott könyv.[54]
- 2011 – Vremena goda[55] (Évszakok). Különleges nő története, aki az lett, aki lenni akart, és több mint százv évet élt.[56]

## Adaptációk
Borisz Akunyin három regénye nyomán írt forgatókönyvet egyedül vagy más íróval együtt az alábbi produkciók részére:
- 2002 – Азазель (Azazel) – tévésorozat;[57]
- 2005 – Турецкий гамбит (Török csel) – mozifilm (Dzsanik Fajzievvel együtt);[58]
- 2005 – Статский советник (Az államtanácsos) – tévésorozat és mozifilm (Ilja Episcsevvel együtt);[59]
- 2006 – Турецкий гамбит (Török csel) – tévésorozat (Dzsanik Fajzievvel együtt).[60]

Az író közvetlen közreműködése nélkül készültek:
- 2009 – Пелагия и белый бульдог (Pelagija és a fehér buldog) – tévésorozat;[61]
- 2012 – Шпион (A kém) – mozifilm a Шпионский роман (Kémregény) nyomán;[62]
- 2021 – Lewiatan – lengyel tévészínházi produkció;[63]
- 2023 – Фандорин. Азазель (Fandorin. Azazel) – tévésorozat.[64]

## Művei fogadtatása
Borisz Akunyin népszerűségnek örvend számos bestsellerének köszönhetően, amelyek széleskörű olvasóközönséget érnek el bűnügyi és kalandregény jellegükkel. Ezen kívül többségük múltbeli időszakok hangulatát is életre kelti. A 2000-es években egyes kritikusok a legjobb orosz bűnügyi regényírónak tekintették. Például Nyikolaj Alekszandrov szerint az Eraszt Fadorin sorozat a mesteri cselekményalkotás mellett újdonságot jelent az orosz irodalom e műfajában történelmi anyagával, valamint a paródia határán elhelyezkedő ironikus stílusával, Ötvözi a műveltséget az olvasmányossággal, és ezzel művelt olvasóközönséget is megnyer.
Az írónak negatív kritikákban is van része. Például 2003-ban Pavel Baszinszkij író úgy vélte, hogy Akunyin tehetséges író, de regényei teljesen ideológiaiak. Bennük az tükröződik, hogy száz százalékosan nyugatbarát, globalista és jobboldali liberális. Egy másik bírálója, Igor Danielevszkij történész, 2004-ben azt nyilatkozta az Orosz állam története sorozat első kötetéről, hogy azt tartalmazza, amit a szerző tud a témáról ahelyett, hogy azt mutatná meg a nagyközönségnek, amit a tudomány tud róla, amint azt az igazi tudomány-népszerűsítő irodalom teszi. Szerinte Akunyin könyve egy olyan dilettáns nézetét fejezi ki, aki a történelmet rosszul ismerőknek szól, és ezek még rosszabbul fogják megismerni, ha elolvassák.
A Moszkva könyvkereskedés 2010-ben készült tanulmánya szerint, figyelembe véve a 2000-es években eladott könyveket, Akunyin a legnépszerűbb orosz író volt azokban az években. Hivatalos statisztikák szerint 2006-ban 68 könyve jelent meg (első kiadások és újrakiadások) 2.695.500 példányban, 2007-ben pedig 58 könyv 1.488.500 példányban.
2011-ben a Forbes (Oroszország) folyóirat Akunyint a külföldön legismertebb tíz orosz művész közé sorolta, ő lévén a csoportban az egyetlen író. Több-kevesebb művét több mint 30 nyelvre fordították le: angolra, olaszra, spanyolra, németre, norvégre, lengyelre, törökre, ukránra, finnre, franciára, svédre, japánra stb.

## Magyarul megjelent
- Eraszt Fandorin kalandjai:[70]
  - Azazel. Budapest: Európa, 2002. ISBN 9789630771337. Bagi Ibolya fordítása;
  - Török csel. Budapest: Európa, 2003. ISBN 9630773392. Bagi Ibolya fordítása;
  - Leviathan. Budapest: Európa, 2004. ISBN 9630776367. Bagi Ibolya fordítása;
  - Akhilleusz halála. Budapest: Európa, 2007. ISBN 9789630781145. Bagi Ibolya fordítása;
  - Különleges megbízatások. Két kisregény / Pikk bubi / A dekorátor . Budapest: Európa, 2008. ISBN 9789630784047. Bagi Ibolya fordítása;
  - Az államtanácsos. Budapest: Európa, 2008. ISBN 9789630786232. Szabó Mária fordítása;
  - A koronázás. Budapest: Európa, 2009. ISBN 9789630787598. Bagi Ibolya fordítása;
  - A halál szerelmese. Budapest: Európa, 2009. ISBN 9789630788199. Szabó Mária fordítása, versford. N. Kiss Zsuzsa;
  - Halál szeretője. Budapest: Európa, 2010. ISBN 9789630789417. M. Nagy Miklós fordítása;
  - A gyémántszekér I-II.. Budapest: Európa, 2011. ISBN 9789630792806. Szabó Mária fordítása;
  - Színház az egész világ. Budapest: Európa, 2013. ISBN 9789630795944. Szabó Mária fordítása;
  - A fekete város. Budapest: Európa, 2015. ISBN 9789634051046. Szabó Mária fordítása;
  - A Víz bolygó. Budapest: Európa, 2018. ISBN 9789634059240. Iván Ildikó fordítása;
- A magiszter kalandjai:[71]
  - A cár könyvtára. Budapest: Európa, 2012. ISBN 9789630793803. M. Nagy Miklós fordítása;
  - Ajánlott olvasmányok. Budapest: Európa, 2014. ISBN 9789630797108. Soproni András fordítása;
- Temetői történetek. Budapest: Európa, 2008. ISBN 9789630786393. Bagi Ibolya és Sarnyai Csaba fordítása;[72]
- Kémregény. Budapest: Európa, 2016. ISBN 9789634054054. Iván Ildikó fordítása;[73]
- A tüzes pecsét. Budapest: Helikon, 2019. ISBN 9789634790938. Iván Ildikó fordítása, Kertai Zalán illusztrációi.[74]

## Díjai és kitüntetései
- 1990 – a Lityeraturnoje obozrenyije folyóirat irodalomtudósnak és esszéírónak járó díja;[3]
- 1996 – a Znamja fplyóirat irodalomtudósnak és esszéírónak járó díja;[3]
- 2000 – Antibuker-díj(wd) a Коронация, или Последний из романов (A koronázás avagy Az utolsó Romanov) regénynek;[3]

– a Komszomolszkaja pravda ujság szervezte versenyen elnyert „Az év írója” cím;
- 2002 – az Orosz Televízió Akadémiájának TEFI díja az Azazel tévéfilm forgatókönyvének;[4]

– a francia Mystère de la critique-díj az Azazel című regénynek;
- 2004 – a francia Akadémiai Pálmalevelek Érdemrend(wd) lovagi fokozata;[4]
- 2005 – a japán Külügyminisztérium oklevele;[76]
- 2007 – a japán Noma-díj Yukio Mishima műveinek legjobb fordításáért;[4]
- 2009 – a japán Felkelő Nap érdemrend 4. fokozata;[4]

– a japán kormány égisze alatt működő Japán Alapítvány díja az Oroszország és Japán közötti kulturális kapcsolatok fejlesztéséhez való hozzájárulásért;
- 2012 – a francia Művészetek és Irodalom Érdemrendjének tiszti fokozata;[77]

– az orosz Sznob folyóirat irodalmi Készült Oroszországban-díja;
– az orosz QG folyóirat díja.